# Maja Brønlund Olesen
Maja Brønlund Olesen es una deportista danesa que compite en vela en la clase Europe. Ganó una medalla de plata en el Campeonato Mundial de Europe de 2024.

## Palmarés internacional
| Campeonato Mundial | Campeonato Mundial | Campeonato Mundial | Campeonato Mundial |
| Año                | Lugar              | Medalla            | Clase              |
| ------------------ | ------------------ | ------------------ | ------------------ |
| 2024               | Hanko (Finlandia)  | Medalla de plata   | Europe             |